# Münchensteinerbrücke
Die Münchensteinerbrücke ist eine von drei innerstädtischen Brücken, die in der Schweizer Stadt Basel vom Stadtteil Gundeldingen über die Gleise des Bahnhofs Basel SBB in Richtung Altstadt Grossbasel führt. Benannt ist sie nach der stadtauswärts angrenzenden Münchensteinerstrasse, die in die benachbarte Landgemeinde Münchenstein führt.

## Geschichte
Nach der Entstehung des Gundeldinger Stadtteils jenseits der Bahngleise wurde am 2. August 1900 die Münchensteiner als erste direkte Verkehrverbindung zum Stadtkern eröffnet. Kurz darauf folgten mit der Peter Merian-Brücke (1901) und der Margarethenbrücke (1902) zwei weitere Brücken für Individual- und öffentlichen Verkehr zwischen Gundeldingen und Innerstadt.
1987 wurde ein Neubau der Münchensteinerbrücke beschlossen. Die Ausführung erfolgte von 1993 bis 1997 durch die Eglin Ristic Ingenieurbüro AG in drei Etappen; die Brücke konnte für den Bahnverkehr darunter als auch den Brückenverkehr darauf geöffnet bleiben. Von 2021 bis 2022 war die Münchensteinerbrücke Standort eines Verkehrsversuch mit verbreitertem Velostreifen; die Massnahmen wurden nach erfolgreicher Durchführung beibehalten. 